# Beastie Boys (película)
Beastie Boys (en hangul, 비스티 보이즈; romanización revisada, 'Biseuti Boijeu') es una película surcoreana sobre acompañantes masculinos quiénes le sirven a sus clientas en discretos salones de los distritos de moda en el sur de Seúl.
Su título internacional en inglés es The Moonlight of Seoul haciendo referencia a la novela corta escrita por  Kim Seung-wook en 1970 "서울의 달빛 0장" ("The Moonlight of Seoul – Part Zero"), la cual explora la vida nocturna de Seúl.

## Historia
En palabras del director Yoon Jong-bin, la película "describe a la juventud viviendo lo exótico y la riqueza, usando como telón de fondo Gangnam, gritando y pateando para sobrevivir en una sociedad capitalista y superficial."

## Reparto
- Yoon Kye-sang es Seung-woo.
- Ha Jung-woo es Jae-hyun.[4]
- Yoon Jin-seo es Ji-won.
- Lee Seung-min es Han-byul.
- Ma Dong-seok es Chang-woo.
- Yoo Ha-joon es won-tae.
- Kwon Yul es Ji-hoon.
- Yoon Ah-jeong es Mi-seon.
- Bae Jin-ah es Seon-joo.
- Hong Yi-joo es Joo-hee.
- Jang Ji-won es Myung-ah.
- Jung Bo-hoon es Soon-hee.
- Jung Kyung-ho
- Kim Young-hoon es Tae-woo (sin acreditar).

## Premios y nominaciones
| Año  | Categoría  | Premio          | Nominado    | Resultado |
| ---- | ---------- | --------------- | ----------- | --------- |
| 2008 | Best Actor | Buil Film Award | Ha Jung-woo | Nominado  |